# Cryptomys foxi
Espèce
Statut de conservation UICN

 DD  : Données insuffisantes
Cryptomys foxi est une espèce de mammifères rongeurs de la famille des Bathyergidae. Ce rat-taupe vit dans des souterrains au Cameroun et au Nigeria.
L'espèce a été décrite pour la première fois en 1911 par le zoologiste français Michael Rogers Oldfield Thomas (1858-1929).